# Jean Giraudoux

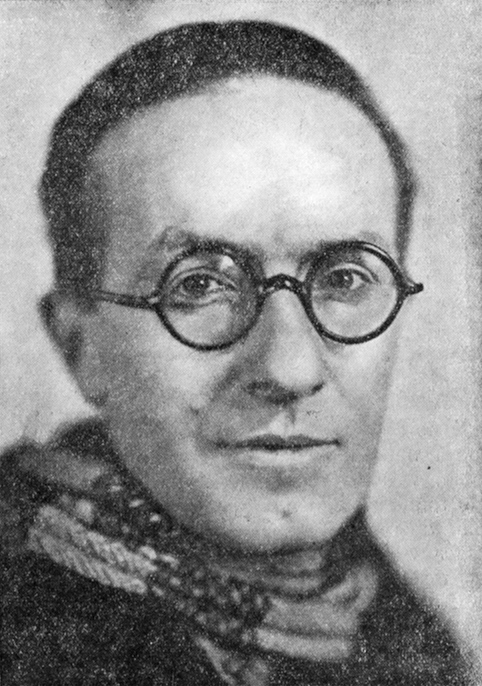
Jean Giraudoux, 1927

Hippolyte Jean Giraudoux (Bellac, Haute-Vienne, 29 oktober 1882 – Parijs, 31 januari 1944) was een Frans diplomaat en schrijver, die vooral naam verwierf met zijn toneelwerken.

## Leven
Giraudoux studeerde germanistiek en stond bekend als een briljante student. Na zijn studietijd was hij een tijdje huisleraar bij een Duitse prinselijke familie en daarna docent aan de Harvard-universiteit in de Verenigde Staten. In 1907 keerde hij terug naar Parijs, trad in diplomatieke dienst, en begon korte verhalen te schrijven. Tijdens de Eerste Wereldoorlog diende hij als instructeur. Tussen beide wereldoorlogen in doorkruiste hij de wereld als inspecteur van consulaire en diplomatieke posten. Bij het begin van de Tweede Wereldoorlog was hij voorlichtingsambtenaar. In 1944 stierf hij op 61-jarige leeftijd, officieel aan een voedselvergiftiging, maar waarschijnlijk aan een ontsteking van de alvleesklier.

## Werk
Hoewel Giraudoux aanvankelijk vooral romans en verhalen schreef koos hij vanaf 1928, onder invloed van theaterregisseur Louis Jouvet voor het toneel. Hij putte zijn inspiratie hoofdzakelijk uit de Germaanse mythen en sagen, de klassieke cultuur, de Bijbel en het saaie leven van de ambtenarij in de provincie. Tot zijn bekendste werken behoren Siegfried (1928) en La Guerre de Troie n'aura pas lieu (1935). Typerend voor zijn werk zijn de eenvoudige intriges, waarbij het publiek altijd meer weet dan de personages; de replieken krijgen hiermee vaak een dubbele bodem en valse schijn wordt steeds duidelijk zichtbaar. Opvallend is ook zijn precieuze stijl, gestoeld op een grote eruditie en zich uitend in bewuste anachronismen, vervormde citaten en etymologische woordspelingen. Giraudoux ziet de literaire arbeid als een zoektocht naar een verloren taal (kinderen spreken in zijn werk met dieren en goden maar verliezen dit vermogen door de opvoeding). Hem wordt door sommigen echter ook wel gezochtheid en snobisme verweten.
In zijn romans behandelt Giraudoux de problematiek van het individu. Veelal stelt hij de relatie man-vrouw centraal. Ook oorlog en zinloze vijandigheid tussen volkeren vormen een terugkerend thema in zijn werk. Ieder happy end in zijn werk is uiteindelijk bitterzoet.
Giraudoux  was van grote invloed op naoorlogse Franse toneelschrijvers, meer in het bijzonder op Jean Anouilh.

### Romans en verhalen
- Provinciales (1909)
- L'École des indifférents (1911)
- Lectures pour une ombre (1917)
- Simon le Pathétique (1918)
- Amica America (1918)
- Elpénor (1919)
- Adorable Clio (1920)
- Suzanne et le Pacifique (1921)
- Siegfried et le Limousin (1922)
- Juliette au pays des hommes (1924)
- Hélène et Touglas ou les joies de Paris (1925)
- Bella (1926)
- Églantine (1927)
- Aventures de Jérôme Bardini (1930)
- La France sentimentale (1932)
- Combat avec l'ange (1934)
- Choix des élues (1939)
- La Menteuse (postuum; 1958)

### Theater
- Siegfried (1928)
- Fin de Siegfried (1928)
- Amphitryon 38 (1929)
- Judith (1931)
- Intermezzo (1933)
- Tessa, la nymphe au coeur fidèle (1934)
- La guerre de Troie n'aura pas lieu (1935)
- Supplément au Voyage de Cook (1935)
- L'Impromptu de Paris (1937)
- Électre (1937)
- Cantique des cantiques (1938)
- Ondine (1939)
- L'Apollon de Bellac (1942)
- Sodome et Gomorrhe (1943)
- La Folle de Chaillot (1945)
- Pour Lucrèce (1953)
- Les Gracches (onvoltooid; 1958)
- Les Siamoises (onvoltooid; 1982)

### Overig werk
- Les cinq Tentations de La Fontaine  (1938)
- Pleins pouvoirs  (1939)
- Littérature  (1941)
- Sans pouvoirs
- Visitations  (1947)
- Or dans la nuit  (1969)